# Federico VIII di Schleswig-Holstein-Sonderburg-Augustenburg
Federico VIII di Schleswig-Holstein-Sonderburg-Augustenburg (Augustenborg, 6 luglio 1829 – Wiesbaden, 14 gennaio 1880) fu un principe germano-danese del casato degli Oldenburg, dal 1863 reggente sul ducato di Schleswig-Holstein col riconoscimento della Confederazione Germanica. Il suo ducato divenne però provincia prussiana nel 1866.

## Biografia
Era il figlio maggiore del duca Cristiano di Schleswig-Holstein-Sonderburg-Augustenburg, e di sua moglie, Luisa Sofia Danneskiold-Samsøe, figlia del conte Cristiano Corrado Sofo di Danneskjold-Samsøe. Era anche nipote di Federico Cristiano II di Schleswig-Holstein-Sonderburg-Augustenburg e della principessa Luisa Augusta di Danimarca. La sua famiglia apparteneva al casato di Oldenburg, la casa reale che comprendeva tutte le dinastie reali scandinave.
Partecipò assieme al fratello minore, il principe Cristiano Carlo (1831-1917), alla prima guerra per il possesso dello Schleswig-Holstein, a fianco della Germania. Dopo l'ascesa al trono danese del re Cristiano IX nel 1863, venne nominato duca di Schleswig-Holstein.
Appena salito al trono Cristiano IX emanò una nuova costituzione che comprendeva fra i territori nazionali lo Schleswig-Holstein. Il trattato di Londra del 1852 aveva sancito invece che i ducati appartenessero in unione personale esclusivamente al re Federico VII, che era deceduto nel novembre 1863. Prussia e Austria decisero quindi di appoggiare Federico VIII che rivendicava i ducati.

## Matrimonio
Sposò, l'11 settembre 1856 al castello di Langenburg, la principessa Adelaide di Hohenlohe-Langenburg, seconda figlia del principe Ernesto I di Hohenlohe-Langenburg e della principessa Feodora di Leiningen. La principessa Adelaide era, per parte di madre, nipote della regina Vittoria d'Inghilterra. La coppia ebbe sette figli:
- Federico Guglielmo Vittorio Carlo Ernesto Cristiano Augusto (1857-1858)
- Augusta Vittoria (1858-1921), sposò Guglielmo II di Germania;
- Carolina Matilde (1860-1932), sposò il duca Federico Ferdinando di Schleswig-Holstein-Sonderburg-Glücksburg;
- Federico Vittorio Leopoldo Cristiano Gerardo (nato e morto nel 1862);
- Ernesto Gunther (1863-1921), sposò Dorotea di Sassonia-Coburgo-Kohary;
- Luisa Sofia (1866-1952), sposò Federico Leopoldo di Prussia;
- Fedora Adelaide Elena Luisa Carolina Paolina Alice Jenny (1874-1910).

## Morte
Con un ultimatum di due soli giorni iniziò perciò la seconda guerra dello Schleswig tra Prussia e Austria da un lato e la Danimarca dall'altro (1º febbraio-30 ottobre 1864), vinta dalle truppe austro-prussiane. Nella pace di Vienna che seguì, tuttavia, la rivendicazione di Federico VIII non fu più tenuta in considerazione e Cristiano IX dovette cedere i ducati di Schleswig e Holstein (oltre a quelli di Lehen e Lauenburg che già dal 1815 erano entrati a far parte della Confederazione germanica) all'Austria ed alla Prussia. Dopo la rinuncia al suo titolo Federico VIII abbandonò le attività di governo e si ritirò a vita privata nella cittadina di Gotha, morendo il 14 gennaio 1880 a Wiesbaden.

## Ascendenza
|                                                                     |                                          |                                                                   | Genitori                                             |  |  | Nonni |  |  | Bisnonni                                                           |  |  | Trisnonni                                                         |  |
|                                                                     |                                          |                                                                   |                                                      |  |  |       |  |  | Federico Cristiano I di Schleswig-Holstein-Sonderburg-Augustenburg |  |  | Cristiano Augusto I di Schleswig-Holstein-Sonderburg-Augustenburg |  |
|                                                                     |                                          |                                                                   |                                                      |  |  |       |  |  | Federico Cristiano I di Schleswig-Holstein-Sonderburg-Augustenburg |  |  | Cristiano Augusto I di Schleswig-Holstein-Sonderburg-Augustenburg |  |
|                                                                     |                                          | Luisa Federica di Danneskiold-Samsøe                              |                                                      |  |  |       |  |  | Federico Cristiano I di Schleswig-Holstein-Sonderburg-Augustenburg |  |  |                                                                   |  |
| Federico Cristiano II di Schleswig-Holstein-Sonderburg-Augustenburg |                                          |                                                                   |                                                      |  |  |       |  |  | Federico Cristiano I di Schleswig-Holstein-Sonderburg-Augustenburg |  |  |                                                                   |  |
|                                                                     |                                          | Carlotta Amalia Guglielmina di Schleswig-Holstein-Sonderburg-Plön | Federico Carlo di Schleswig-Holstein-Sonderburg-Plön |  |  |       |  |  |                                                                    |  |  |                                                                   |  |
|                                                                     |                                          | Carlotta Amalia Guglielmina di Schleswig-Holstein-Sonderburg-Plön | Federico Carlo di Schleswig-Holstein-Sonderburg-Plön |  |  |       |  |  |                                                                    |  |  |                                                                   |  |
|                                                                     |                                          | Carlotta Amalia Guglielmina di Schleswig-Holstein-Sonderburg-Plön | Christine Armgard Reventlow                          |  |  |       |  |  |                                                                    |  |  |                                                                   |  |
| Cristiano di Schleswig-Holstein-Sonderburg-Augustenburg             |                                          | Carlotta Amalia Guglielmina di Schleswig-Holstein-Sonderburg-Plön |                                                      |  |  |       |  |  |                                                                    |  |  |                                                                   |  |
|                                                                     |                                          | Cristiano VII di Danimarca                                        | Federico V di Danimarca                              |  |  |       |  |  |                                                                    |  |  |                                                                   |  |
|                                                                     |                                          | Cristiano VII di Danimarca                                        | Federico V di Danimarca                              |  |  |       |  |  |                                                                    |  |  |                                                                   |  |
|                                                                     |                                          | Cristiano VII di Danimarca                                        | Luisa di Hannover                                    |  |  |       |  |  |                                                                    |  |  |                                                                   |  |
| Luisa Augusta di Danimarca                                          |                                          | Cristiano VII di Danimarca                                        |                                                      |  |  |       |  |  |                                                                    |  |  |                                                                   |  |
|                                                                     |                                          | Carolina Matilde di Hannover                                      | Federico, principe del Galles                        |  |  |       |  |  |                                                                    |  |  |                                                                   |  |
|                                                                     |                                          | Carolina Matilde di Hannover                                      | Federico, principe del Galles                        |  |  |       |  |  |                                                                    |  |  |                                                                   |  |
|                                                                     |                                          | Carolina Matilde di Hannover                                      | Augusta di Sassonia-Gotha-Altenburg                  |  |  |       |  |  |                                                                    |  |  |                                                                   |  |
| Federico VIII di Schleswig-Holstein-Sonderburg-Augustenburg         |                                          | Carolina Matilde di Hannover                                      |                                                      |  |  |       |  |  |                                                                    |  |  |                                                                   |  |
|                                                                     | Frederik Christian di Danneskiold-Samsøe | …                                                                 |                                                      |  |  |       |  |  |                                                                    |  |  |                                                                   |  |
|                                                                     | Frederik Christian di Danneskiold-Samsøe | …                                                                 |                                                      |  |  |       |  |  |                                                                    |  |  |                                                                   |  |
|                                                                     | Frederik Christian di Danneskiold-Samsøe | …                                                                 |                                                      |  |  |       |  |  |                                                                    |  |  |                                                                   |  |
| Christian Conrad Sophus di Danneskiold-Samsøe                       | Frederik Christian di Danneskiold-Samsøe |                                                                   |                                                      |  |  |       |  |  |                                                                    |  |  |                                                                   |  |
|                                                                     |                                          | Nicoline Rosenkrantz                                              | …                                                    |  |  |       |  |  |                                                                    |  |  |                                                                   |  |
|                                                                     |                                          | Nicoline Rosenkrantz                                              | …                                                    |  |  |       |  |  |                                                                    |  |  |                                                                   |  |
|                                                                     |                                          | Nicoline Rosenkrantz                                              | …                                                    |  |  |       |  |  |                                                                    |  |  |                                                                   |  |
| Luisa Sofia di Danneskiold-Samsøe                                   |                                          | Nicoline Rosenkrantz                                              |                                                      |  |  |       |  |  |                                                                    |  |  |                                                                   |  |
|                                                                     |                                          | Fredrik Christian Kaas                                            | …                                                    |  |  |       |  |  |                                                                    |  |  |                                                                   |  |
|                                                                     |                                          | Fredrik Christian Kaas                                            | …                                                    |  |  |       |  |  |                                                                    |  |  |                                                                   |  |
|                                                                     |                                          | Fredrik Christian Kaas                                            | …                                                    |  |  |       |  |  |                                                                    |  |  |                                                                   |  |
| Johanne Henriette Valentine Kaas                                    |                                          | Fredrik Christian Kaas                                            |                                                      |  |  |       |  |  |                                                                    |  |  |                                                                   |  |
|                                                                     |                                          | Edele Sofie Sparre                                                | …                                                    |  |  |       |  |  |                                                                    |  |  |                                                                   |  |
|                                                                     |                                          | Edele Sofie Sparre                                                | …                                                    |  |  |       |  |  |                                                                    |  |  |                                                                   |  |
|                                                                     |                                          | Edele Sofie Sparre                                                | …                                                    |  |  |       |  |  |                                                                    |  |  |                                                                   |  |
|                                                                     |                                          | Edele Sofie Sparre                                                |                                                      |  |  |       |  |  |                                                                    |  |  |                                                                   |  |